# Bildbasiertes Meshing
Bildbasiertes Meshing bezeichnet den automatisierten Prozess, vereinfachte Oberflächenbeschreibungen aus dreidimensionalen Bilddateien zu erstellen, ohne eine vorherige Rekonstruktion der Oberfläche durchzuführen. Bilddateien, die beispielsweise durch Magnetresonanztomographie (MRI), Computertomographie (CT) oder Mikrotomographie erstellt worden sind, können durch dieses Verfahren in ein Computermodell überführt werden, das beispielsweise in der numerischen Strömungsmechanik oder Finite-Elemente-Analyse weiterverarbeitet werden kann.

## Mesh-Erstellung aus einer 3D-Bilddatei
Das Erstellen von Polygonnetzen aus einer dreidimensionalen Bilddatei birgt eine Vielzahl an Herausforderungen, aber auch einzigartige Möglichkeiten, um realistischere und genauere geometrische Beschreibungen von den Definitionsbereichen zu machen. Es gibt generell zwei Methoden, um ein Meshing aus einer 3D-Bilddatei zu erstellen:

### Oberflächenbasierte Methode
Die Mehrheit der bislang verwendeten Methoden arbeiten traditionellerweise mit CAD-Anwendungen, indem ein Zwischenschritt eingebaut wird, bei dem eine Oberflächenrekonstruktion durchgeführt wird, die von traditionellen CAD-basierten Meshing-Algorithmen gefolgt ist. CAD-basierte Methoden verwenden die Scandaten, um die Oberfläche des Arbeitsbereiches zu definieren, und erstellen Elemente innerhalb dieser selbst definierten Grenzen. Obwohl hierfür robuste Algorithmen verfügbar sind, sind diese Techniken oftmals sehr zeitaufwendig und manchmal ist es auch nicht möglich, die komplexen Strukturen von Bilddaten darzustellen. Manchmal ist es auch nicht möglich, ein Polygonnetz von mehr als einem Definitionsbereich zu erstellen, da multiple Oberflächen Spalten und Überlappungen an Grenzflächen erzeugen können, wenn mehrere Strukturen aufeinandertreffen.

### Bildbasierte Methode
Dies ist eine direktere Methode zur Mesh-Erstellung, da geometrische Detektion und Mesh-Erstellungsphasen in einem Ablauf kombiniert werden, was zu robusteren und genaueren Resultaten als Meshing von Oberflächendaten führt. Das am häufigsten verwendete Meshing-Verfahren ist die Voxel-Konversion-Technik, die Meshes mit Ziegelelementen generiert und der Marching-Cubes-Algorithmus, der Meshes mit vierflächigen Elementen generiert. Eine neue verbesserte volumetrische Marching Cubes-Methode generiert vier- oder sechsflächige 3D-Elemente durch das Volumen des Definitionsbereichs und erstellt dadurch direkt den Mesh mit mehrteiligen Oberflächen. Falls komplexe Strukturen mit möglicherweise hunderten unverbundenen Definitionsbereichen modelliert werden sollen, ist diese Vorgangsweise viel einfacher, effektiver, robuster und genauer.

## Erstellung eines Modells
Um ein 3D-Bild-basiertes Modell zu erstellen, sind folgende Schritte notwendig:

### Scan und Bildverarbeitung
Eine Vielzahl an Bildverarbeitungs-Programmen können verwendet werden, um sehr genaue 3D-Bild-basierte Modelle zu erhalten, z. B. MRI, CT, MicroCT, (XMT) und Ultrasound. Von besonderem Interesse kann dabei sein:
- Segmentierung (z. B. Schwellenwertverfahren, Level-Set-Methoden …)
- Filter und Glättung (z. B. volumen- und strukturerhaltendes Glätten)

### Volumen- und Oberflächen-Mesh-Erstellung
Bildbasiertes Meshing ermöglicht eine direkte Erstellung von Meshes aus segmentierten 3D-Daten. Von besonderem Interesse kann dabei sein:
- Multi-Part-Meshing (Mesh von jeglichen Strukturen gleichzeitig)
- Abbildungen um Materialeigenschaften basierend auf Signalstärke abzubilden (z. B. Elastizitätsmodul oder Hounsfield-Skala)
- Glätten von Meshes (z. B. Erhaltung der Struktur von Daten, um die Konnektivität zu erhalten, und volumenneutrales Glätten, um das Schrumpfen von konvexen Ummantelungen zu vermeiden)
- Export von FEA- und CFD-Codes für Analysen (z. B. Knotenpunkte, Elemente, Materialeigenschaften, Kontaktoberflächen)

## Anwendungsbereiche
- Biomechanik und das Design von medizinischen und zahnmedizinischen Implantaten
- Ernährungswissenschaft
- Forensik
- Materialwissenschaft (Verbund- und Schaumstoffe)
- Werkstoffprüfung
- Paläontologie und Morphologie
- Reverse Engineering
- Bodenkunde und Petrologie